# Csöde
Csöde ist eine ungarische Gemeinde im Kreis Zalaegerszeg im Komitat Zala. Zur Gemeinde gehört der südlich gelegene Ortsteil Felsőcsöde.

## Geografische Lage
Csöde liegt dreiundzwanzig Kilometer westlich der Kreisstadt Zalaegerszeg und dreieinhalb Kilometer südwestlich der Stadt Zalalövő am rechten Ufer des Flusses Zala. Nachbargemeinden sind Felsőjánosfa und Pankasz.

## Geschichte
Die erste schriftliche Erwähnung des Ortes unter dem Namen Chede stammt aus dem Jahr 1342. Im Jahr 1907 gab es in der damaligen Kleingemeinde 39 Häuser und 191 Einwohner auf einer Fläche von 1052 Katastraljochen.

## Sehenswürdigkeiten
- Millenniumspark, im Ortsteil Felsőcsöde
- Weltkriegsdenkmal, im Ortsteil Felsőcsöde

## Verkehr
Durch Csöde verläuft die Nebenstraße Nr. 74147. Es bestehen Busverbindungen über Felsőjánosfa nach Zalalövő. Der nächstgelegene Bahnhof befindet sich einen halben Kilometer nördlich in Felsőjánosfa.